# Edwin N. Cooke
Edwin Nathaniel Cooke (* 26. Februar 1810 in Adams, New York; † 6. Mai 1879 in Salem, Oregon) war ein US-amerikanischer Geschäftsmann und Politiker (Republikanische Partei).

## Werdegang
Edwin Nathaniel Cooke, Sohn von Mary „Polly“ Stewart (1781–1826) und Asaph Cooke (1780–1842), wurde 1810 im Jefferson County geboren. Er hatte mindestens zwei Brüder: Asaph (1806–1869) und Charles Philip (1824–1888). Seine Kindheit war vom Britisch-Amerikanischen Krieg überschattet. Die Familie Cooke zog 1817 nach Ohio, wo sie sich mit vielen Verwandten desselben Familiennamens in dem niederließen, was heute als Cooke's Corners im Huron County (Ohio) bekannt ist. Seine Familie leistete Pionierarbeit. Über seine Jugendjahre dort ist nichts bekannt. Cooke betrieb dann zu Anfang in Sandusky City ein Handelsunternehmen, welches aber später abbrannte. Danach zog er nach Clyde und von dort nach Fremont. Am 5. September 1835 heiratete er in Oxford (Ohio) Miss Eliza Vendercook (1816–1900), Tochter von Margery Lester und Henry S. Vandercook. Das Paar hatte eine Tochter namens Frances Mary „Fannie“ (1837–1886). Die Folgejahre waren von der Wirtschaftskrise von 1837 und dem Mexikanisch-Amerikanischen Krieg überschattet. 1851 zog er mit seiner Familie nach Oregon und ließ sich in Salem nieder. Dort erbaute er das alte Headquarter's Building. In der Folgezeit ging er eine Partnerschaft mit dem ansässigen George Hosmer Jones (1822–1904) ein und betrieb mit ihm ein Handelsunternehmen unter dem Namen Jones, Cooke & Co. Ferner gehörte er zu den Mitbegründern der P. T. Co. und war von der Gründung an bis zu dem Verkauf der Dampfschifflinie an Mr. Holliday einer der Direktoren dort.
Während des Bürgerkrieges wurde er 1861 Stadtrat und 1862 Bürgermeister von Salem. Die Republican State Convention nominierte ihn 1862 für den Posten als Treasurer of State von Oregon. Cooke wurde gewählt und 1866 wiedergewählt. Er bekleidete den Posten vom 8. September 1862 bis zum 12. September 1870.
1868 besuchte er in Begleitung seiner Ehefrau, Hon. J.S. Smith und Familie Europa, wo sie einige Monate verblieben.
Seit seiner Ankunft in Salem war er in der Förderung von allem aktiv, was das Gemeinwohl betraf. Viele Jahre lang war er ein aktives und tüchtiges Mitglied im Board of Trustees an der Willamette University. Am 6. Dezember 1852 gründete er zusammen mit Hon. E.M. Barnum, Richter B.F. Harding, General Joel Palmer und C.S. Woodworth die Chemeketa Lodge Nr. 1, die erste Odd Fellows Loge, welche an der Nordwest-Pazifikküste gegründet wurde. Er war bis zu seinem Tod Mitglied dieser Loge. Viele Jahre lang gehörte er der Methodistenkirche an. Dabei half er in verschiedenen Fällen durch seine Ratschläge und durch seine großzügigen finanziellen Beiträge, um die Arbeit der Kirche zu unterstützen.
Cooke verstarb am 6. Mai 1879 nach einer Krankheit in seinem Haus in Salem und wurde dann zwei Tage später in der Familiengruft auf dem Odd Fellows' Cemetery beigesetzt.